# Connie Stevens
Connie Stevens (Concetta Rosalie Anna Ingoglia: Brooklyn, Nova York, 8 de agosto de 1938) é uma atriz, cantora, diretora, e roteirista estadunidense, mas conhecida pelo seu trabalho em séries de televisão como Hawaiian Eye.

## Filmografia
- Young and Dangerous (1957)
- Eighteen and Anxious (1957)
- Dragstrip Riot (1958)
- Rock-A-Bye Baby (1958)
- The Party Crashers (1958)
- Parrish (1961)
- Susan Slade (1961)
- Palm Springs Weekend (1963)
- Two on a Guillotine (1965)
- Never Too Late (1965)
- Way...Way Out (1966)
- The Last Generation (1971)
- The Grissom Gang (1971)
- Scorchy (1976)
- Sgt. Pepper's Lonely Hearts Club Band (1978) (Cameo)
- Grease 2 (1982)
- Back to the Beach (1987)
- Tapeheads (1988)
- Love Is All There Is (1996)
- Returning Mickey Stern (2002)

## Televisão
- Hawaiian Eye (1959-1963)
- Wendy and Me (1964-1965)
- The Littlest Angel (1969)
- Mister Jerico (1970)
- The Muppet Show (Episode 102) (1972)
- Call Her Mom (1972)
- Playmates (1972)
- Every Man Needs One (1972)
- The Sex Symbol (1974)
- Love's Savage Fury (1979)
- Scruples (1980) (miniseries)
- Murder Can Hurt You (1980)
- Side Show (1981)
- Starting from Scratch (1988-1989)
- Bring Me the Head of Dobie Gillis (1988)
- James Dean: Race with Destiny (1997)
- Becoming Dick (2000)